# Destiny (modulo)

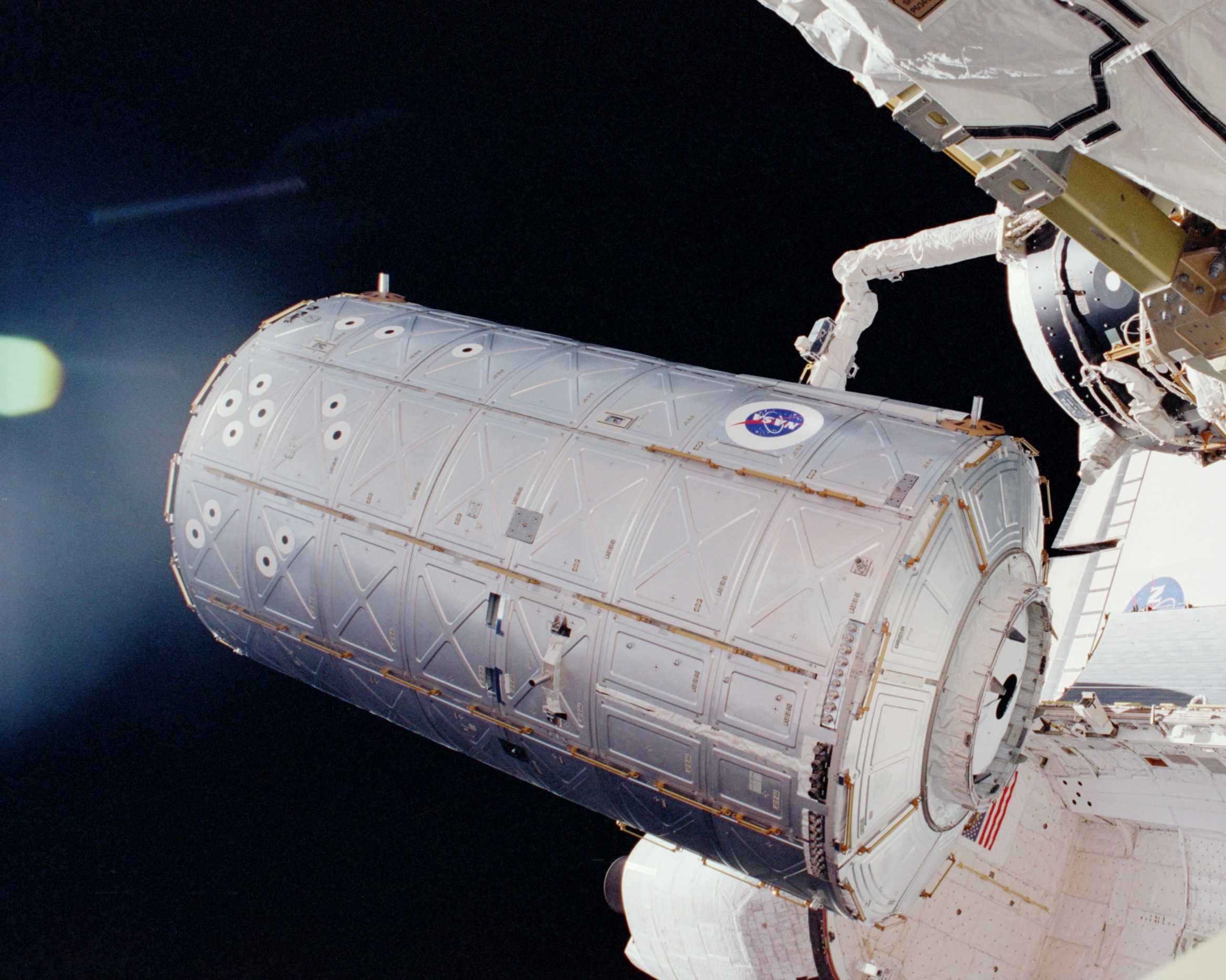
il laboratorio Destiny (NASA)

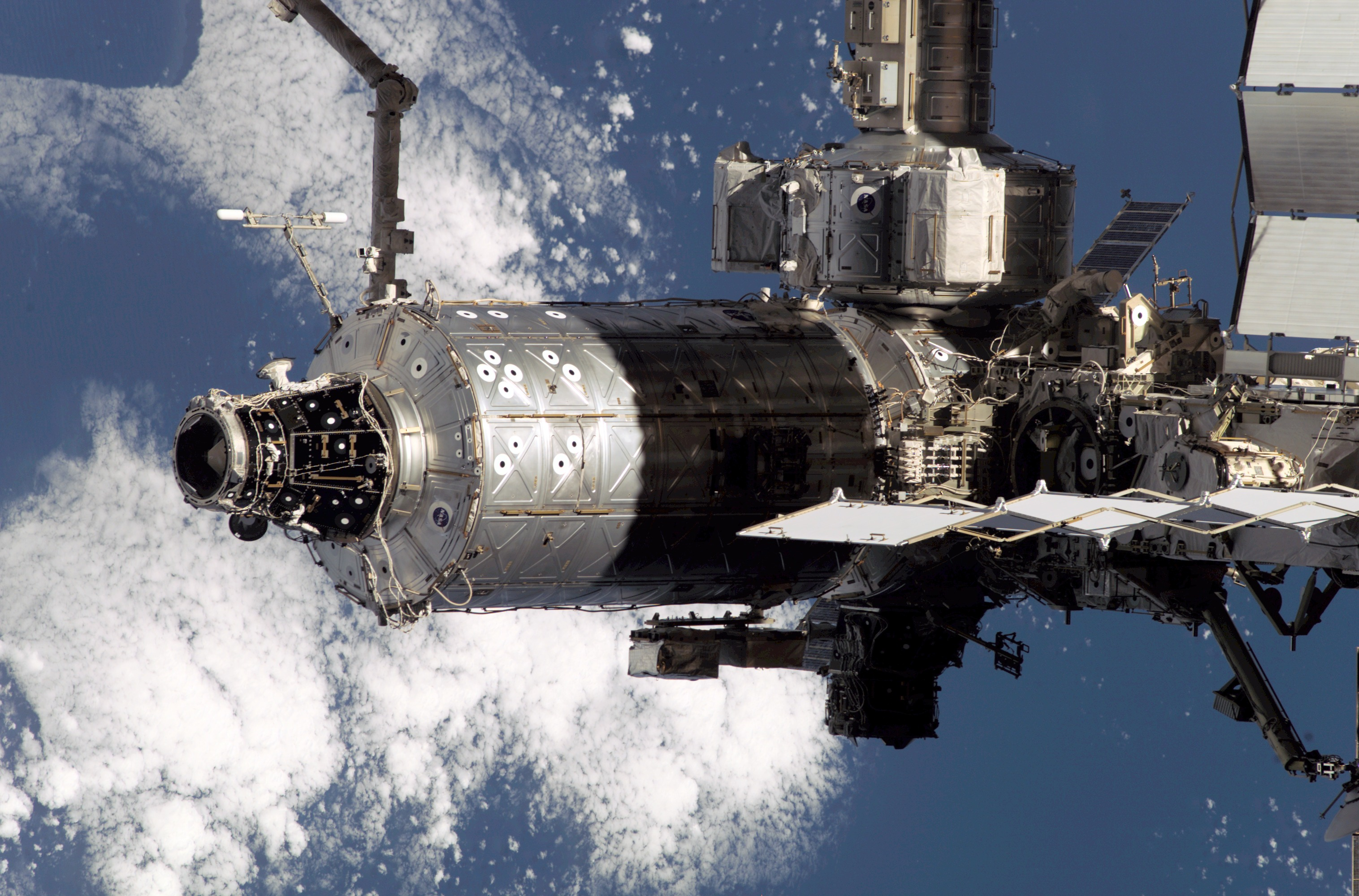
Destiny collegato alla ISS

Il laboratorio Destiny è un modulo di ricerca Statunitense sviluppato per la Stazione spaziale internazionale. Il modulo è stato collegato al modulo Unity ed è stato attivato in cinque giorni di lavoro nel Febbraio 2001. Destiny è il primo laboratorio orbitale NASA dal tempo dello Skylab cioè dal Febbraio 1974.
La Boeing iniziò la costruzione del laboratorio di ricerca nel 1995 al Marshall Space Flight Center di Huntsville in Alabama. Successivamente il modulo venne inviato al Kennedy Space Center in Florida nel 1998, dove la NASA iniziò le operazioni di preparazione al lancio nell'agosto 2000. È lanciato il 7 febbraio 2001 a bordo dello Space Shuttle Atlantis nella missione STS-98.
Gli astronauti che lavorano all'interno del laboratorio Destiny compiono ricerche in molti campi scientifici. I risultati degli esperimenti sono impiegati da scienziati di tutto il mondo per migliorare le conoscenze in medicina, ingegneria, biotecnologia, fisica, scienze dei materiali e scienze della Terra.

## Progetto

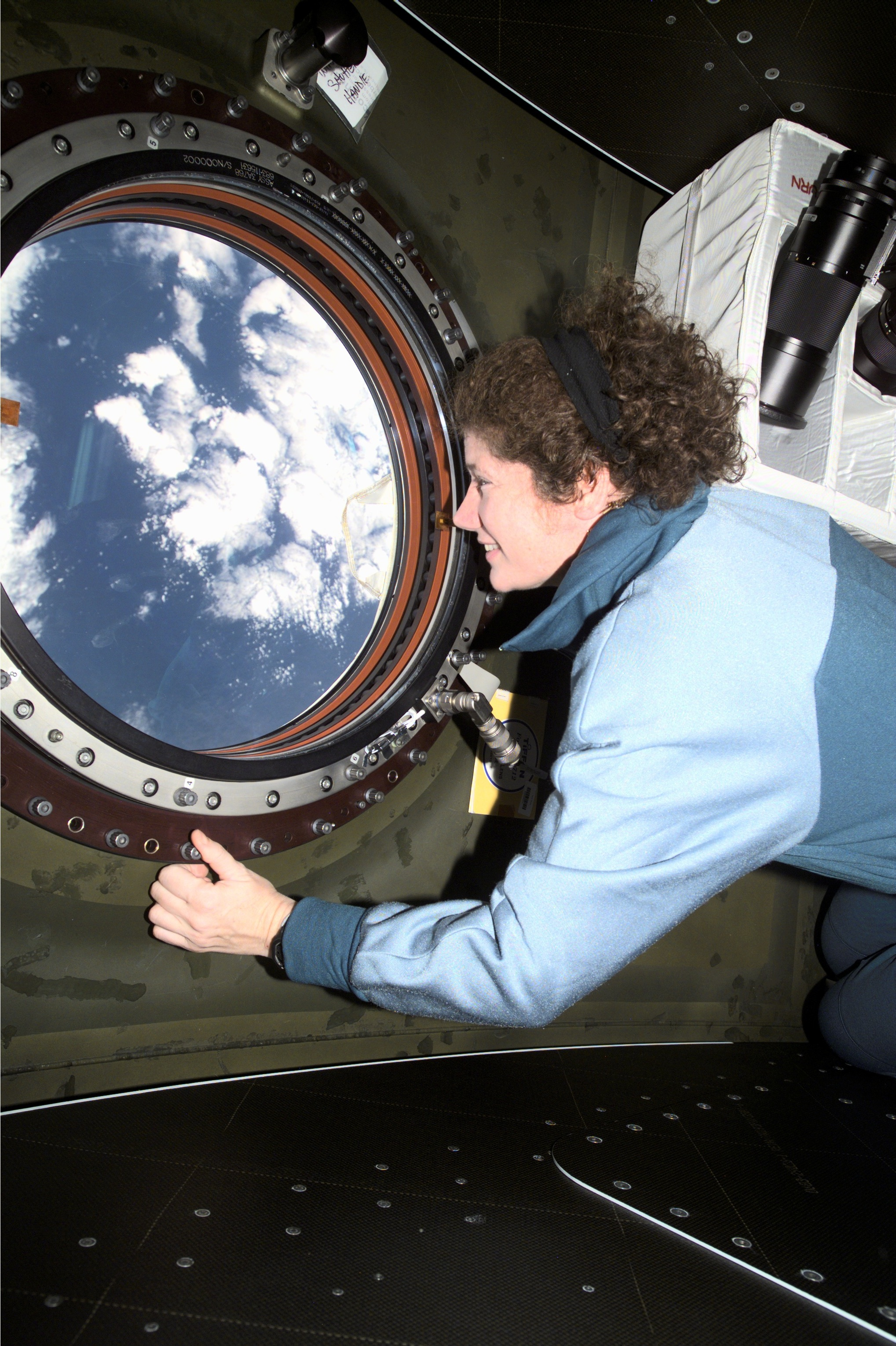
L'astronauta Susan Helms, ingegnere di volo della Expedition 2, osserva la Terra dal finestrino del laboratorio Destiny

Il modulo, in alluminio, è costituito da tre sezioni cilindriche e due coni alle estremità Essi contengono i portelli attraverso i quali l'equipaggio può entrare ed uscire dal laboratorio. Il portello posteriore è connesso al modulo Unity, mentre quello anteriore è connesso al modulo Harmony. Su un lato del segmento centrale è presente un finestrino di 20 pollici (510 mm) di diametro.
Entrambi i portelli di aggancio sono normalmente aperti, a meno di non trovarsi in una situazione in cui il modulo debba essere isolato. Ognuno possiede un meccanismo di bilanciamento della pressione che impedisce l'apertura se dall'altra parte è presente una pressione inferiore rispetto all'interno (ovvero è presente attraverso il portello una pressione negativa).
Il finestrino da 20 pollici (510 mm) è in vetro otticamente puro e di qualità telescopica, per compiere osservazioni della Terra attraverso telecamere ad alta definizione e macchine fotografiche. Una serranda, la cui apertura e chiusura viene effettuata manualmente dall'equipaggio, protegge il finestrino dall'impatto di micrometeoriti e/o detriti orbitali.
Le immagini catturate dal finestrino hanno fornito ai geologi e ai meteorologi la possibilità di studiare le inondazioni, le valanghe, gli incendi e gli eventi oceanici come la fioritura del plancton in modo completamente nuovo. Inoltre gli scienziati internazionali hanno l'opportunità di analizzare le immagini per studiare i ghiacciai, le barriere coralline, la crescita urbanistica e gli incendi boschivi.

## Equipaggiamento

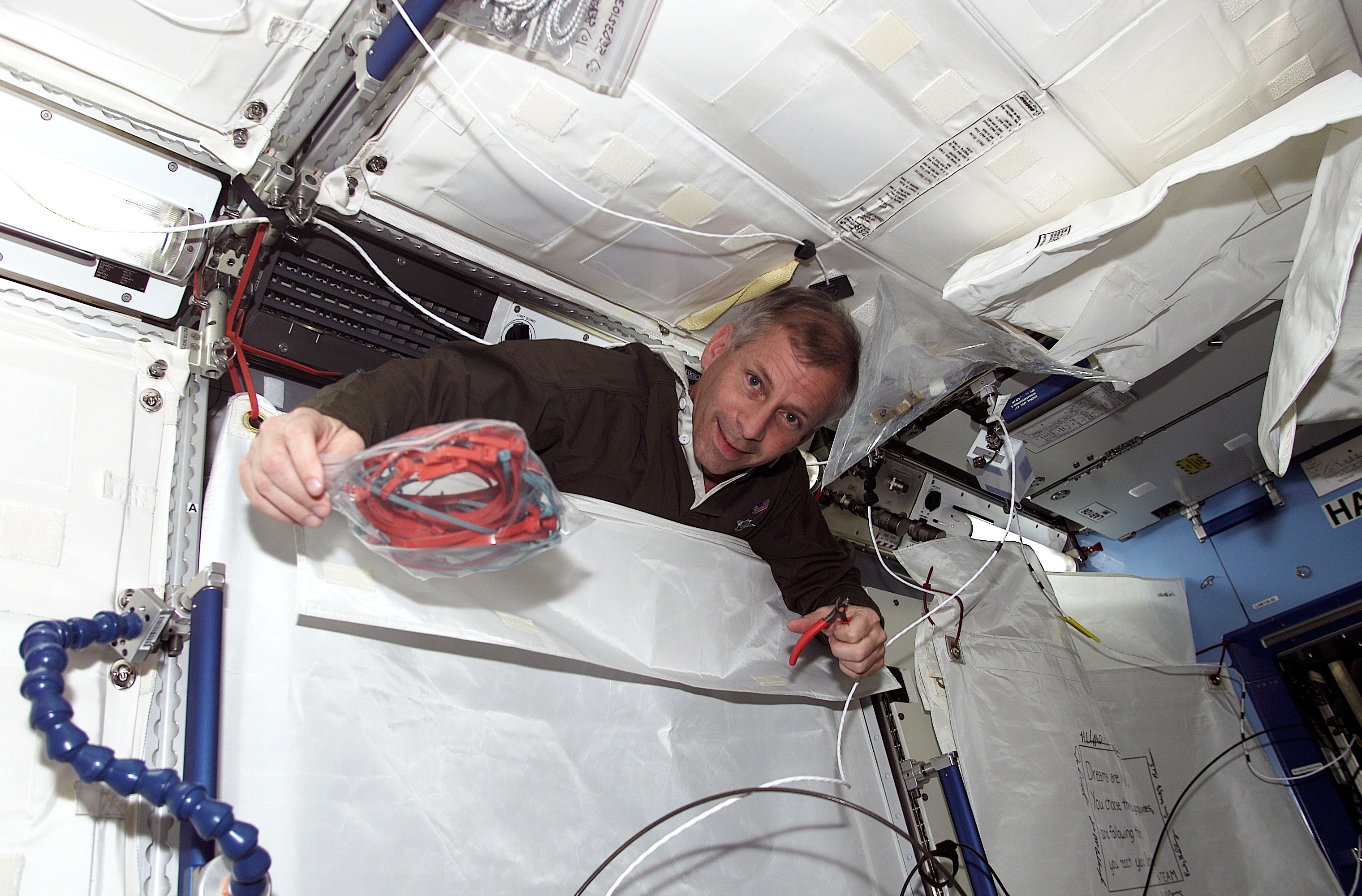
L'astronauta Kenneth Cockrell, comandante della missione STS-98, emerge dietro un rack all'interno del modulo Destiny

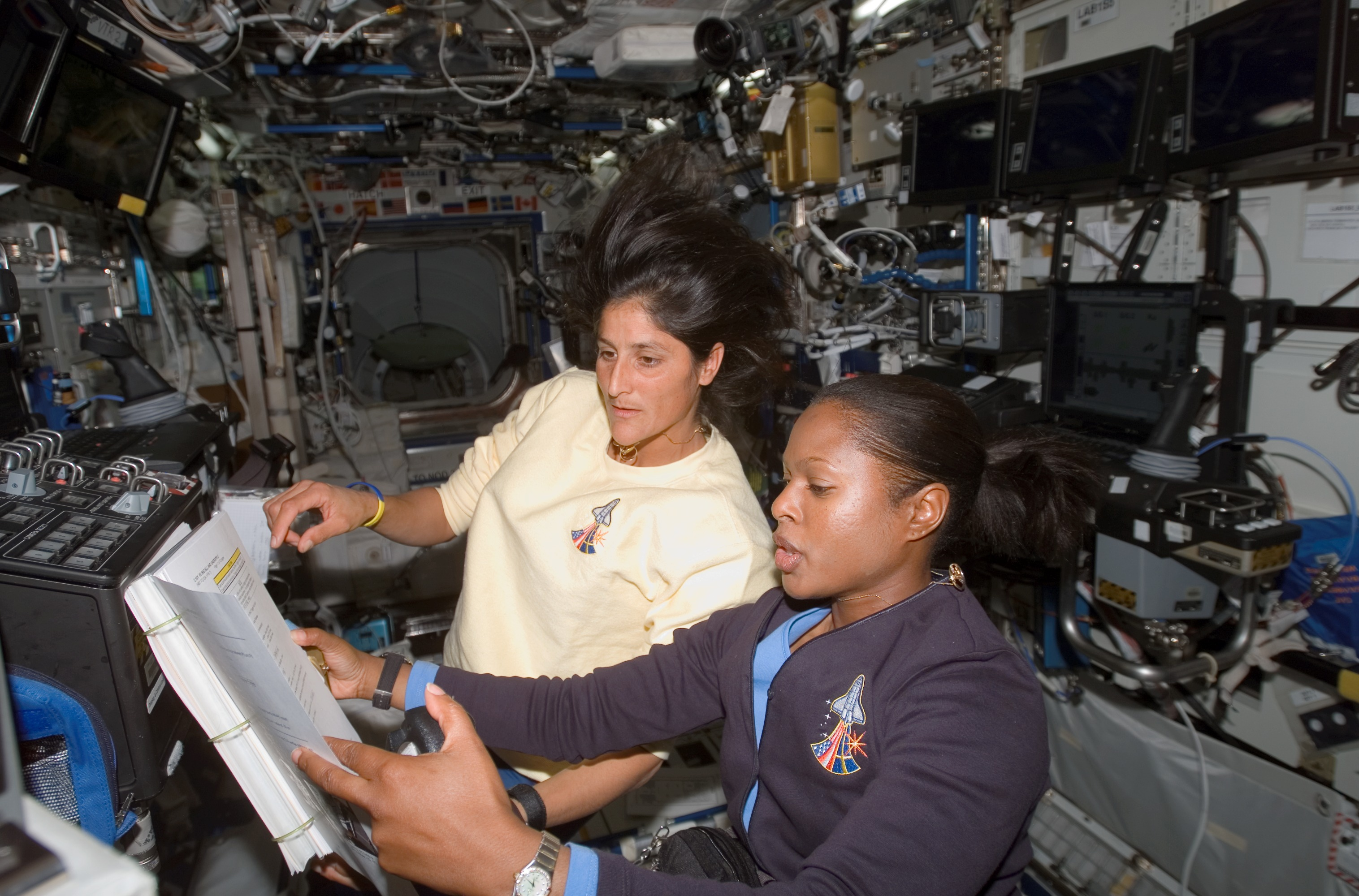
Joan Higginbotham e Sunita Williams lavorano ai controlli del braccio robotico della Stazione Spaziale nel laboratorio Destiny

Destiny giunse sulla stazione pre-configurato con cinque racks contenenti i sistemi elettrici e di supporto vitale per la fornitura di corrente elettrica, acqua di raffreddamento, rigenerazione dell'aria e controllo della temperatura e dell'umidità. Nella missione STS-102, lo Space Shuttle trasportò il Multi-Purpose Logistics Module Raffaello contenente altri sette racks. Nelle missioni successive ne vennero aggiunti altri dieci. Il laboratorio può contenere fino a 13 racks contenenti esperimenti nelle scienze umane, ricerca sui materiali, osservazioni terrestri e applicazioni commerciali. Destiny contiene un totale di 24 racks, sei su ogni lato.
Analogamente ai laboratori europei e giapponesi della stazione spaziale, gli esperimenti e i materiali all'interno del laboratorio Destiny sono contenuti nei racks International Standard Payload Rack, che possono essere aggiunti, rimossi o riconfigurati in base agli esperimenti e all'equipaggiamento.
Ogni rack è costituito da un guscio di materiale composito in grafite e pesa circa 540 kg, con una lunghezza di 73 pollici (185 cm) e una larghezza di 42 pollici (110 cm). Gli otto alloggiamenti per i racks sono equipaggiati con delle tende per utilizzarli, quando non impiegati per esperimenti, come spazio di immagazzinamento dei materiali.
Gli scaffali del laboratorio contengono l'hardware in moduli rimovibili, mentre altre strutture forniscono lo spazio necessario per le connessioni elettriche e i cablaggi per le connessioni dati dei computer, i condotti per l'aria condizionata, i tubi per il controllo termico e quant'altro sia necessario per supportare i racks degli esperimenti. Le interfacce ai condotti e alle connessioni sono posizionati nell'estremità di ogni rack.
Nell'area tra il modulo Unity e il modulo Destiny sono presenti le connessioni tra i condotti e i cavi dei due moduli. Alcuni meccanismi presenti sul laboratorio sono i Common Berthing Mechanism passivi e attivi e i portelli. Un CBM attivo è presente sul portello anteriore, collegato al modulo Harmony, mentre un CBM passivo è posizionato sul portello posteriore, collegato al modulo Unity.
Il laboratorio contiene il congelatore Minus Eighty Degree Laboratory Freezer for ISS, trasportato sulla Stazione Spaziale con la missione STS-121. Esso viene impiegato sia per conservare campioni e reagenti sulla stazione che per trasportarli da e verso la stazione in un ambiente a temperatura controllata.

## Window Observational Research Facility (WORF)
La Window Observational Research Facility (WORF) è un rack sperimentale installato nel modulo Destiny, in corrispondenza della finestra del modulo. Basata sul rack International Standard Payload Rack (ISPR) e derivata dal programma EXPRESS Rack, WORF consente osservazioni scientifiche della Terra e dello spazio attraverso la finestra del modulo Destiny. Può ospitare fino a tre carichi utili contemporaneamente e offre supporti per fotocamere, videocamere e strumenti di osservazione, sia automatici che manuali. Le ricerche condotte tramite WORF includono studi su geologia, agricoltura, allevamento, cambiamenti ambientali e attività educative.

## Specifiche

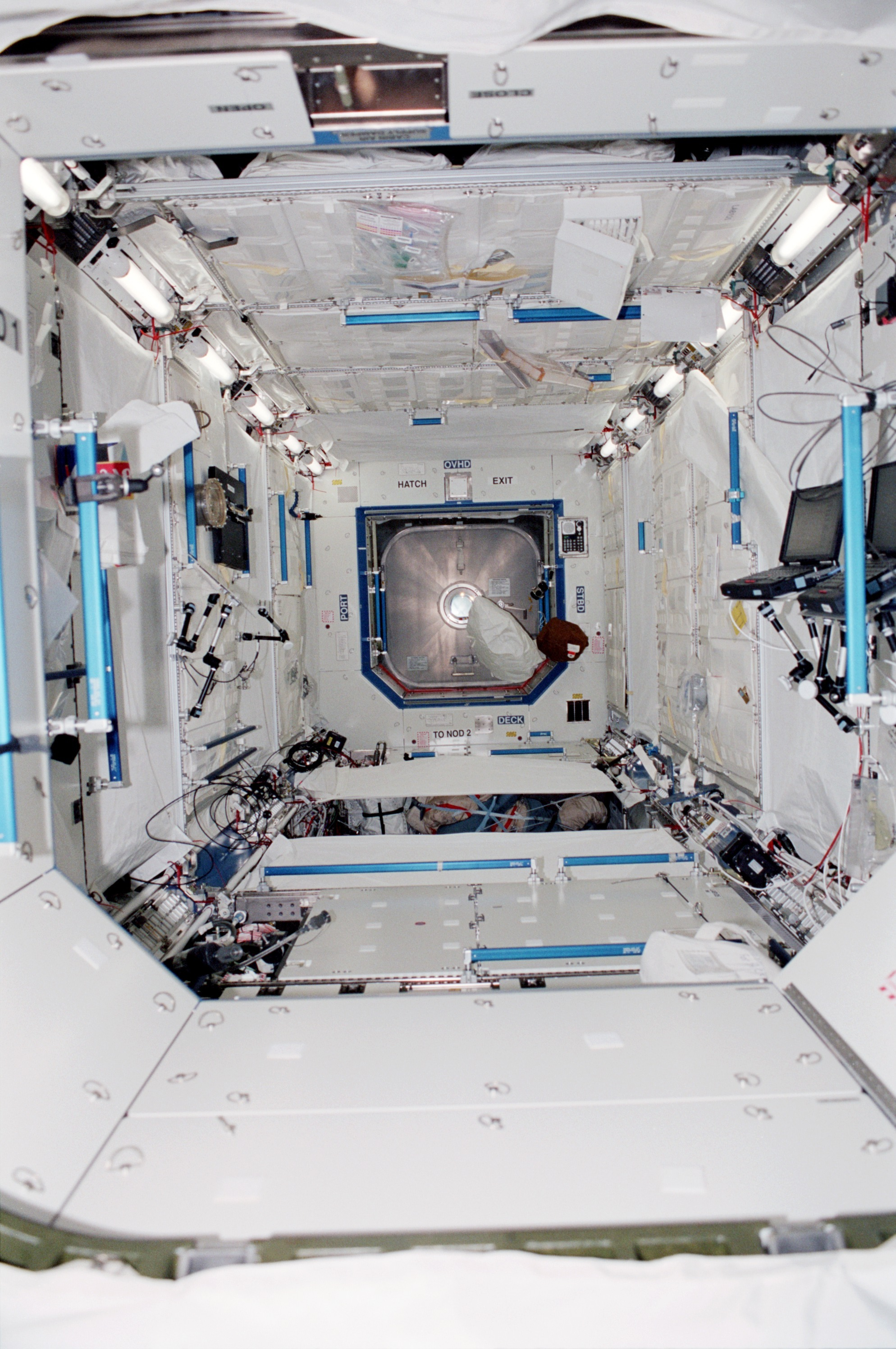
Il laboratorio Destiny subito dopo la sua installazione nel 2001

- Lunghezza: 8,53 m
- Diametro: 4,27 m
- Massa: 14520 kg